# سومر ۱۹۷۰
سیارک ۱۹۷۰ (به انگلیسی: 1970 Sumeria، نامگذاری:1954ER) هزار و نهصد و هفتادمین سیارک کشف شده‌است که در ۱۲ مارس ۱۹۵۴ کشف شد.
قدر مطلق سیارک برابر ۱۲٫۰۰ است.